# Национальный антропологический музей (София)
Национальный антропологический музей, находится в г. София, бул. „Цариградско шоссе” № 73, в непосредственной близости от здания Министерства иностранных дел.
Директор Национального антропологического музея - Йордан Йорданов.

## История
Музей был создан 21 марта 2007 года. как часть системы музеев к Болгарской академии наук и под патронажем Института экспериментальной морфологии, патологии и антропологии с музеем при Болгарской академии наук.

## Экспозиция
В музее есть много восстановленных образов людей, живших в Болгарии в разные исторические периоды. 
Работы профессора Йордана Йорданова, который является единственным антропологом в Болгарии, работающем по методологии Герасимова восстановления мягких тканей на черепе человека. 
В витрине в начале экспозиции представлены отдельные этапы в ходе подобной реконструкции. 
В музее есть и национальная склеп, где собираются и хранятся антропологические материалы, найденные в ходе археологических раскопок с территории всей страны. Этой базой данных пользуются ученые и исследователи и так изучают людей, живших в болгарские земли от древности до наших дней.
Экспозиции в музее расположены в хронологически порядке
- Доисторического период,
- Античность,
- Средние века,
- Болгарское национальное возрождение.

Воссоздан и образ жреца, из могиле № 43 в Варненском некрополе (где было открыто самое старое обработанное золото в Европе). 
В музее есть восстановленные образы болгарских царей Калояна и Самуила, также  видных борцов за освобождение Болгарии от османского владычества Захари Стоянова, Георгия Раковски и других.
В музее есть также и несколько реконструкций в могил.